# Sam Noto
Sam Noto (Buffalo (New York), 17 april 1930) is een Amerikaanse jazztrompettist. Hij is waarschijnlijk het meest bekend door zijn werk bij Stan Kenton, in de jaren 50.
Noto begon zijn loopbaan in 1947. Hij speelde bij Stan Kenton (1953 en 1956), later bij Louie Bellson/Pearl Bailey (1959) en Count Basie (1964-1965). In 1965 richtte hij met Joe Romano een kwintet op. Van 1969 tot 1975 speelde hij in clubs in Las Vegas. In Toronto maakte hij opnames met Kenny Drew, Al Cohn/Dexter Gordon en Rob McConnell

## Discografie (selectie)
- 1975 Entrance! (Xanadu)
- 1975 Act One (Xanadu)
- 1977 Notes to You (Xanadu)
- 1978 Noto-Riety (Xanadu)
- 1987 2-4-5 (Unisson)
- 1999 Now Hear This (Supermono)

Met Stan Kenton
- Kenton Showcase (Capitol, 1954)
- Contemporary Concepts (Capitol, 1955)
- Kenton in Hi-Fi (Capitol, 1956)
- Cuban Fire! (Capitol, 1956)
- Rendezvous with Kenton (Capitol, 1957)
- Back to Balboa (Capitol, 1958)

Met Frank Rosolino
- Frank Rosolino - Kenton Presents Jazz (Capitol; 1954, 1956 LP)

Met Count Basie
- Pop Goes the Basie (Reprise, 1965)
- The Happiest Millionaire (Coliseum, 1967)
- Half a Sixpence (Dot, 1967)

Met Rob McConnell
- The Jazz Album (1976; Sea Breeze)
- Live in Digital (1980; Sea Breeze)
- Night Flight (1993; Sea Breeze)

Met Kenny Drew
- For Sure! (1978; Xanadu)

Met Al Cohn en Dexter Gordon
- Silver Blue (1976; Xanadu)
- True Blue (1976; Xanadu)

- Bibliothèque nationale de France: cb139492209 (data)
- Gemeinsame Normdatei: 135352940
- International Standard Name Identifier: 0000 0000 7839 6077
- Library of Congress Control Number: n81148231
- MusicBrainz: b5682bda-89a2-4a51-ae3c-05a8a6cba9a5
- Virtual International Authority File: 74042998
- WorldCat: E39PBJxWP3kwCHt47XCpdBCRKd